# Vivien Kussatz
Vivien Schneider (* 15. August 1972 in Bad Saarow-Pieskow als Vivien Kussatz) ist eine deutsche Seglerin. Sie startet für den Spandauer Yacht-Club in Berlin. 

## Leben
Vivien Schneider begann im Alter von 14 Jahren ihre Segelkarriere im Zweimann-Jugendboot Cadet auf dem heimischen Scharmützelsee. Schon ein Jahr darauf wurde sie zur Sportschule Berlin-Grünau delegiert. Zunächst segelte sie in der 420er, zwei Jahre später in der 470er Jolle. 2002 wurde sie Vierte bei der Europameisterschaft in Tallinn und Neunte bei der Weltmeisterschaft in Cagliari. 2003 gewann sie bei der Kieler Woche, 2005 wurde sie Dritte.
Seit 2006 startet sie als Vorschoterin mit Stefanie Rothweiler. 2006 wurden beide bei der WM in Rizhao Zehnte, 2007 in Cascais 14. und 2008 in Melbourne 13. 2005 wurden sie bei der EM in Gdynia Neunte. Bei den Europameisterschaften 2006 in Balatonfüred und 2007 in Thessaloniki konnte das Team die Goldmedaillen gewinnen. Bei den vorolympischen Rennen in Qingdao wurde das Doppel 2006 Dritter und 2007 Fünfter. Bei den Olympischen Sommerspielen 2008 belegten sie den 9. Platz. 2008 gab Vivien Schneider bekannt, dass sie ihre olympische Laufbahn beendet.
Schneider ist im Berufsleben Juristin. Sie ist mit  Stefan Schneider verheiratet und lebt mit ihren zwei Kindern in Bad Saarow. 